# Zeche Julius Philipp Erbstollen
Die Zeche Julius Philipp Erbstollen war ein Steinkohlenbergwerk in Bochum-Querenburg. Das Bergwerk war auch unter dem Namen Zeche Julius Philipp’s Erbstolln bekannt. Das Grubenfeld der Zeche Julius Philipp Erbstollen befand sich südlich der Mergelgrenze. In dem Grubenfeld der Zeche wurde bereits vor der offiziellen Genehmigung ungeregelter oberflächennaher Abbau betrieben. Benannt ist das Bergwerk nach dem damaligen Bergmeister Julius Philipp Heintzmann. Die Gewerkschaft der Zeche Julius Philipp war eines der Gründungsmitglieder des Rheinisch-Westfälischen Kohlen-Syndikats.

## Bergwerksgeschichte
Im Jahr 1783 wurde durch den Schichtmeister Chr. M. Friedrich die Mutung für den Julius Philipp’s Erbstolln eingelegt. Die Bergbehörde lehnte jedoch zunächst die Anlegung des Stollens ab. Im Jahr 1833 wurde eine erneute Mutung eingelegt. Am 30. Juli des Jahres 1838 wurden die Längenfelder Dicker Michael und Mathildenglück sowie die Erbstollengerechtigkeit durch die Bergbehörde verliehen. Im Februar des Jahres 1839 erfolgte die Inbetriebnahme. Im Lottenbachtal wurde der Erbstollen am Stiepeler Bach angesetzt. Das Stollenmundloch befand sich 500 Meter unterhalb des Glücksburger Stollens. Die Auffahrung erfolgte in nördlicher Richtung. Es wurde ein Anschlussgleis zur Pferdeschleppbahn der Zeche Glücksburg verlegt. Diese Pferdeschleppbahn verlief in unmittelbarer Nähe der Zeche Julius Philipp Erbstollen und führte bis zur Ruhr. An der Ruhr wurde ein eigenes Kohlenmagazin angelegt. Am 10. August des Jahres wurde das Beilehn Heinrich verliehen. Im Jahr 1841 wurde der Stollen weiter vorgetrieben, am 13. Oktober desselben Jahres wurde das Längenfeld Otto verliehen.
Im Jahr 1842 wurde mit der Förderung begonnen. Das Bergwerk hatte in der Folgezeit keine Schächte und war für die Wetterführung nur mit Tagesüberhauen ausgestattet. Im Jahr 1843 erreichte der Erbstollen eine Länge von rund 400 Metern. Am 19. April des Jahres 1845 wurde das Geviertfeld Dicker Michael verliehen. Das Geviertfeld hatte eine Fläche von 0,4 km². Am 31. Oktober des Jahres 1847 wurde die weitere Auffahrung des Erbstollens zunächst gestundet. Der Stollen hatte zu diesem Zeitpunkt eine Länge von 628 Metern. Der Stollen wurde zu einem späteren, nicht genannten, Zeitpunkt weiter aufgefahren. Zum Zeitpunkt der Stundung waren durch den Erbstollen 17 Flöze aufgeschlossen, wovon sich sieben in östlicher Richtung befindliche Flöze bereits im Abbau befanden. Im selben Jahr kam es zur Konsolidation der Berechtsame. Im Jahr 1850 lag die Länge des Erbstollens bereits bei 740 Metern. Bis zu diesem Zeitpunkt waren mittlerweile 22 Flöze aufgeschlossen. Im darauffolgenden Jahr wurde die Konsolidation von staatlicher Seite bestätigt. In den folgenden Jahren erfolgte der Abbau auch im Grubenfeld der Zeche Gottes Segen.
Im Jahr 1853 wurde das Geviertfeld Ferrum verliehen, die Verleihung erfolgte für den Abbau von Kohleneisenstein. Im Jahr 1856 erreichte der Stollen eine Länge von 932 Metern. Im Jahr darauf wurde die weitere Auffahrung des Erbstollens bei einer Länge von 1251 Metern erneut gestundet. Im Jahr 1860 waren die Kohlenvorräte oberhalb der Erbstollensohle abgebaut. Der weitere Aufschluss der Lagerstätte erfolgte nun über den tieferen Egmont Erbstollen der Zeche Glücksburg. Dieser Erbstollen schloss die Berechtsame von Westen her auf und stieß in östlicher Richtung in das Grubenfeld der Zeche Gottes Segen vor. Im selben Jahr wurde das Geviertfeld Friedrich II verliehen. Dieses Feld hatte eine Fläche von einem Quadratkilometer. Durch diese Verleihung umfasste die gesamte Berechtsame eine Fläche von 2,5 km². Im Jahr 1863 konsolidierte die Zeche Julius Philipp Erbstollen mit der Zeche Glücksburg und dem Geviertfeld Friedrich II zur Zeche Julius Philipp.

## Förderung und Belegschaft
Die ersten bekannten Förderzahlen stammen aus dem Jahr 1842, damals wurde eine Förderung von 22.732 Scheffeln Steinkohle erbracht. Im Jahr 1845 wurden 78.150 Scheffel Steinkohle gefördert. Die ersten bekannten Belegschaftszahlen stammen aus dem Jahr 1847, damals waren 32 bis 58 Bergleute auf der Zeche angelegt, die eine Förderung von 106.280 Scheffeln Steinkohle erbrachten. Im Jahr 1850 wurden 13.109 Tonnen Steinkohle gefördert. Im Jahr 1855 wurde eine Förderung von 90.085 preußischen Tonnen Steinkohle erbracht, diese Förderung wurde von 116 Bergleuten erbracht. Im darauffolgenden Jahr wurden 18.147 Tonnen Steinkohle gefördert. Die letzten Förder- und Belegschaftszahlen stammen aus dem Jahr 1860, in diesem Jahr wurden von 64 Bergleuten 12.997 Tonnen Steinkohle gefördert.